# Ringwall Schwedenschanze (Heiligenstadt in Oberfranken)

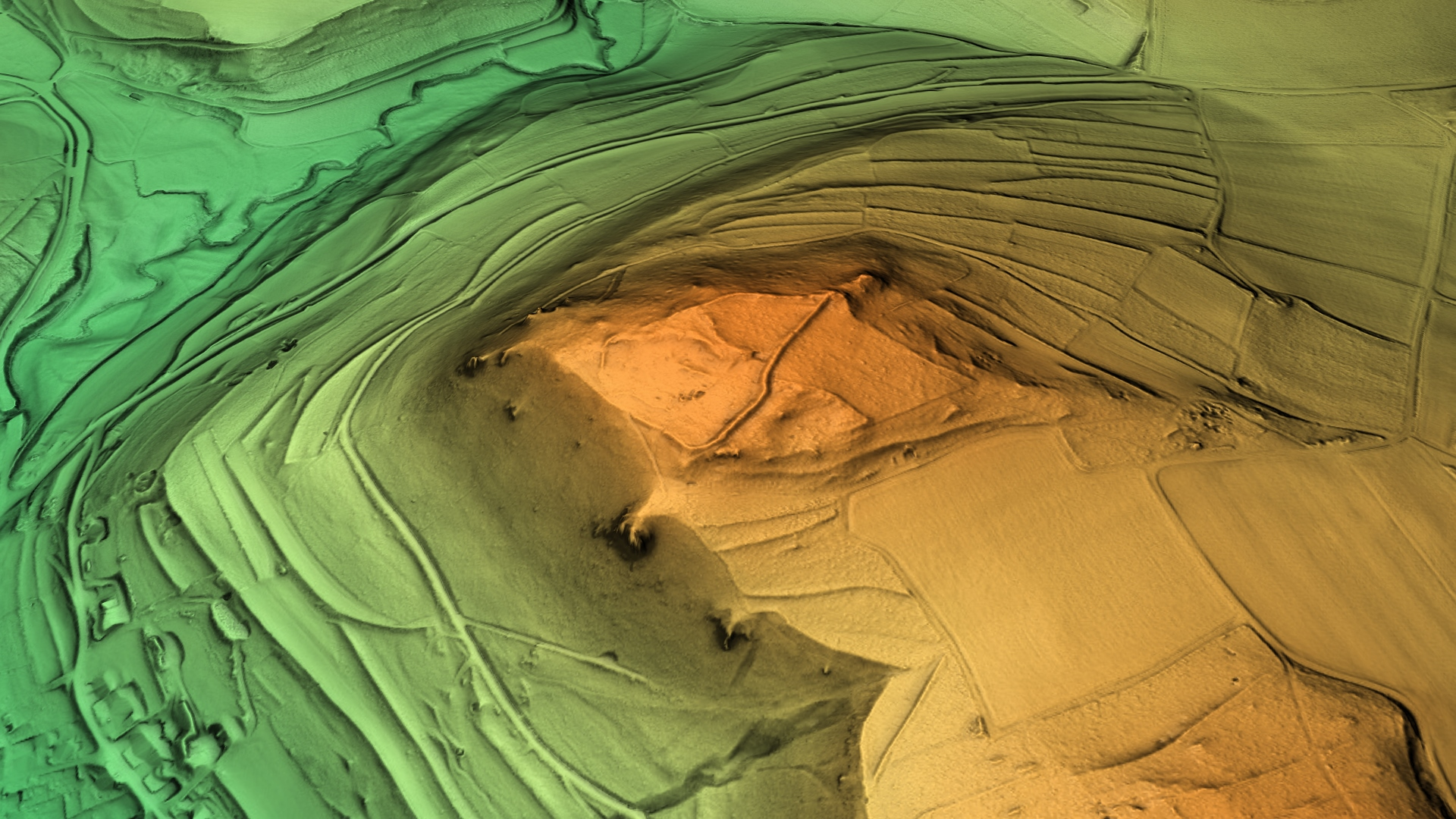
3D-Ansicht des digitalen Geländemodells

Der große Ringwall Schwedenschanze ist eine abgegangene frühmittelalterliche Höhenburganlage auf einer im Westen von der Leinleiter umflossenen 525 m ü. NN hohen Bergkuppe, in der dortigen Waldabteilung „Burgholz“. Er liegt rund 540 Meter nordnordöstlich der Ortsmitte von Oberleinleiter in der oberfränkischen Gemeinde Heiligenstadt in Oberfranken in Bayern, Deutschland.
Über diese Wallburg sind keine geschichtlichen und archäologischen Informationen bekannt, Funde, die die Anlage datieren könnten, fehlen bislang. Nach der Typologie der Befestigung, der Aufteilung in eine Vor- und eine Hauptburg und dem Namen Schwedenschanze, der in Mainfranken nur bei Anlagen des Frühmittelalters auftritt, wird auch diese Schwedenschanze bei Oberleinleiter in karolingisch-ottonische Zeit datiert. Erhalten hat sich von der Anlage nur ein großer Teil des Ringwalles mit teilweisem Außengraben, die Stelle ist heute als Bodendenkmal Nummer D-4-6132-0052: Frühmittelalterliche Ringwallanlage und ein spätlatènezeitlicher Depotfund geschützt.

## Beschreibung
Der Ringwall befindet sich auf einer nach Westen und Norden steil etwa 140 Höhenmeter abfallenden Bergkuppe bzw. Spornkuppe. Die beiden restlichen Seiten der Kuppe fallen nur wenige Meter flach zu einer benachbarten Hochfläche ab, so dass diese Seiten am meisten durch einen Angriff gefährdet waren.
Die grob dreiecksförmige Fläche der Befestigung, die sich in der Länge von Nordost nach Südwest erstreckt und an der Nordostspitze einen spitzen Winkel aufweist, bildet an der gegenüberliegenden Seite allerdings keine gerade verlaufende Flanke, sondern ist leicht nach außen gebogen, so dass sich die Form der Anlage eher einem Deltoid nähert. Die Länge der Schwedenschanze beträgt etwa 170 Meter, sie weist mit 120 Meter die größte Breite auf.
Der am besten erhaltene und auch am stärksten befestigte Teil der Anlage lag im Südosten am Übergang zur Hochfläche. Hier überquert ein 175 Meter langer und leicht geschwungener Abschnittswall den gesamten Bergsporn, der noch eine Höhe von etwa einem Meter und eine Breite von acht Metern aufweist. Ihm war früher ein Graben vorgelegt, der heute nur noch im südlichen und mittleren Teil des Abschnittswalles erhalten ist. Dieser Graben ist noch 0,8 Meter tief und vier Meter breit. Die weniger stark befestigten Flanken der Anlage schließen an den Hangkanten des Spornes an diesen Abschnittswall an. An der Südspitze biegt die Befestigung um etwa 90 Grad nach Nordwesten um und verläuft nach zwei Dritteln der Strecke dann nach Norden. Diese Seite ist am schlechtesten erhalten, kurz nach der Südspitze verflacht der Wall völlig zu einer Geländekante, an der Westspitze ist auch diese nicht mehr erkennbar. Im nördlichen Verlauf setzt der Wall dann wieder ein, biegt nach Nordosten um, und bildet so die ebenfalls leicht nach außen geschwungene Nordostflanke. Der Wall ist an dieser Seite größtenteils erhalten, nur im Westen setzt er an mehreren kurzen Stellen aus. An der Ostspitze trifft diese Flanke bei einer kleinen Felsformation dann im spitzen Winkel wieder auf den Abschnittswall. An dieser Spitze ist auch der Nordflanke ein kurzer Graben vorgelegt, er schützte wohl den Zugang zum östlichen Teil der Befestigung, der sich in einer Walllücke wenige Meter westlich der Ostspitze zeigt.
Die Anlage wird durch einen im Bogen verlaufenden Wall in einen höher liegenden östlichen Hauptburgbereich und in einen wesentlich größeren westlichen Vorburgbereich geteilt. Auch für die westliche Vorburg wird ein Tor angenommen, es lag möglicherweise an der verschliffenen Westspitze der Schwedenschanze.